# خليل باشا الأرناؤوطي
خليل باشا الأرناؤوطي (بالتركية: Hacı Halil Paşa)‏ كان الصدر الأعظم للدولة العثمانية في الفترة ما بين 21 أغسطس 1716 حتى أكتوبر 1717. تُوفي في 1733 بمدينة كريت. 